# Genet Teka
Genet Teka, née le 24 juillet 1980, est une athlète éthiopienne.

## Carrière
Genet Teka est médaillée d'argent du 10 000 mètres aux Championnats d'Afrique d'athlétisme 2000 à Alger.